# 馬陵の戦い
馬陵の戦い（ばりょうのたたかい、中国語: 馬陵之戰, Mǎlíng zhī zhàn）は、中国の戦国時代にあたる紀元前342年、魏と斉が激突した戦い。斉の圧勝に終わり晋の後継者として天下の覇国たらんとした魏はこの戦いをさかいに衰微してゆき、斉は秦と並び大陸を二分する大勢力へと成長してゆく。

## 事前の経緯
魏の将軍の龐涓は、若いころは孫臏と机を並べ兵法を学んでいた同門であった。孫臏が龐涓の招きを受けて食客として魏にやってきたとき、以前から自分の才が孫臏に及ばないことを知っていた龐涓は、地位を脅かされることをおそれ、孫臏を罠にかけて冤罪に陥れた。そのため孫臏は臏の刑（両足を切断する刑）に処された上、面に黥を入れられて獄中に幽閉された。その後、斉の使者が魏に来たとき、孫臏は計略を用いひそかに使者と面会し、共に魏から斉に脱出した。こうして孫臏は斉国の軍師となり、龐涓に復讐する機会を待った。
韓は桂陵の戦い（囲魏救趙）で魏が敗退したのをみて、斉と結び魏と戦うことにしたが魏軍は想像以上の底力をみせ、韓は魏と五度戦って五度負けた。逆に魏に滅ぼされそうになった韓は斉に援軍を求め、斉の威王は信頼する孫臏を師将として派遣しようとしたが、孫臏はこれを断って田忌を推薦した。田忌を将とする斉軍は臨淄を発して魏に攻め込んだ。このため韓にいた魏軍は慌てて魏に引き返したため韓は救われた。

## 孫臏の計略
孫臏は魏の領内に侵攻した斉軍に撤退を命じた。退却に際し、初日は露営地に十万人分の竈を作らせ、翌日は五万人分の竈を、その次の日は二万人分の竈を作るように命じた。斉軍を追撃する魏軍を指揮する龐涓は、竈の数が減っているとの報告を受け「戦意の低い斉軍は、脱走兵が続出しているのだろう」と考えた。そこで龐涓は一刻も早く斉軍を捕捉して撃破しようと考え、歩兵部隊を残して騎兵隊のみを率い、昼夜兼行で急行した。
孫臏は魏軍の進行速度から、夕方ごろに狭隘な馬陵（現在の山東省臨沂市郯城県）の地に至るだろうと予測した。そこで馬陵の街道脇の大樹の木肌を削り、白木に墨で「龐涓この樹下に死す」と大書し、周囲に弩を持たせた一万の兵を伏せた。伏兵には、夕闇の中で火がともるのが見えたら、その火めがけて一斉に箭を放つように命令した。果たして魏軍は日没後に馬陵に到達し、指揮官の龐涓は道端の大木になにやら字が記されているのを見つけたが、すでにあたりは暗くてよく見えない。そこで松明を持ってこさせ、火をつけて字を読もうとした瞬間、周りから一斉に矢が飛んできた。龐涓は満身に無数の矢を受け「遂に豎子の名を成せり（あの小僧に、名を挙げさせてしまったか）」と叫んで絶命した。将を討たれた魏軍は混乱に陥って大敗し、太子申は捕虜となった。

## 事後
斉軍の司令官として戦功を上げて凱旋した田忌であったが、宰相の鄒忌の讒言によって威王に叛意を疑われてそのまま楚に亡命することとなった。
名将の龐涓を失った魏はこの戦いをさかいに国力が衰微し始め、秦の侵略を防ぎきれなくなってのちに魏の恵王は韓の昭侯とともに斉に従属することになる。
孫臏もこの戦いで復讐を終え、歴史上から姿を消した。一説によると彼は兵法書を残したとされている。

## 脚註
1. ↑  『戦国策』「巻23魏2斉魏戦于馬陵」によると、龐涓は斉軍に捕虜とされ太子申は戦死したと記されている。「龐涓戦于馬陵 魏師大敗 殺太子申 虜龐涓」（原文）。また、『孟子』によると、魏の恵王が晩年に孟子と会見した時に「私は先年、可愛い息子を陣没させ失ってしまった」と嘆いていたことが伝えられている。